# Никомидийские мученики

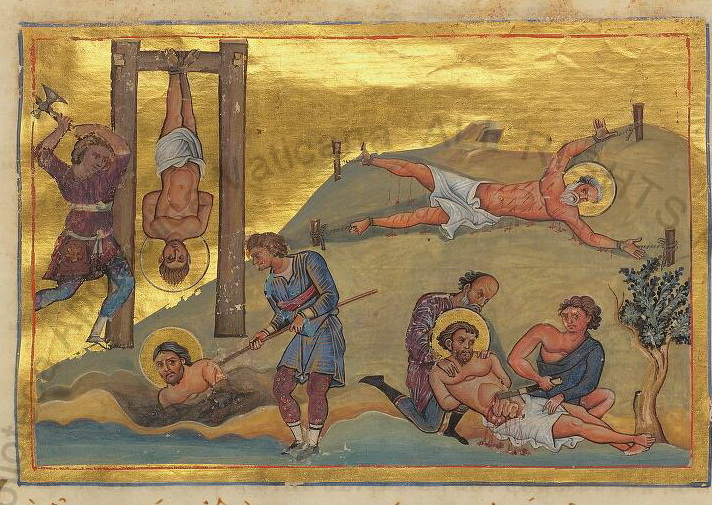
Мученики Васс, Евсевий, Евтихий и Василид.
Константинопольская миниатюра из «Минология Василия II». 985 год. Ватиканская библиотека. Рим

Никомидийские мученики — общее наименование мучеников за христианскую веру, принявших мученическую смерть в городе Никомидии.
Никомидия — город основной императорской резиденции на востоке во времена великого гонения при императорах Диоклетиане и Галерии, стала местом подвига для множества христианских мучеников.
Среди Никомидийских мучеников есть как весьма известные святые, например, Георгий Победоносец и великомученик Пантелеимон, так и менее известные и даже вовсе неизвестные по именам (1003 мученика Никомидийских, 10 000 мучеников Никомидийских и другие), см. ниже.

## Место подвига
Никомидия или Никомедия, — древний город в Малой Азии. Возвышению города весьма способствовал император Диоклетиан, избравший его своей резиденцией. Соответственно, мученики именуются по названию города Никомидийскими — именно такой вариант написания традиционно используется в календарях Русской православной церкви.

## Известные мученики
Диоклетиан был талантливым правителем, но в то же время являлся фанатичным приверженцем языческих богов. Он устроил одно из жесточайших гонений на христиан, известное как Диоклетианово гонение или Великое гонение. Так 23 апреля 303 года в Никомедии, во время правления императора Диоклетиана, после восьмидневных тяжких мучений был обезглавлен христианский святой, великомученик Георгий Победоносец.
Также были убиты мученики Адриан и Наталия (память 26 августа (8 сентября)), мученица отроковица Василиса Никомидийская (пострадала в 309 г., память 3 (16) сентября), великомученик и целитель Пантелеимон (память 9 августа), священномученики Ермолай, Ермипп и Ермократ (пострадали около 305 г.). Общее число пострадавших в Никомидии христиан исчисляется многими тысячами, поэтому поимённо известна лишь малая часть пострадавших.
Отдельные мученики
- Анфим Никомидийский

память 28 декабря (10 января) и 3 (16) сентября.
- Георгий Победоносец — память 23 апреля (6 мая).

### Группы мучеников
Известны несколько групп мучеников, одновременно погибших во время гонений на христиан в этом городе, имена которых зачастую неизвестны вовсе.
- 20 000 мучеников Никомидийских — память 28 декабря (10 января)[4].

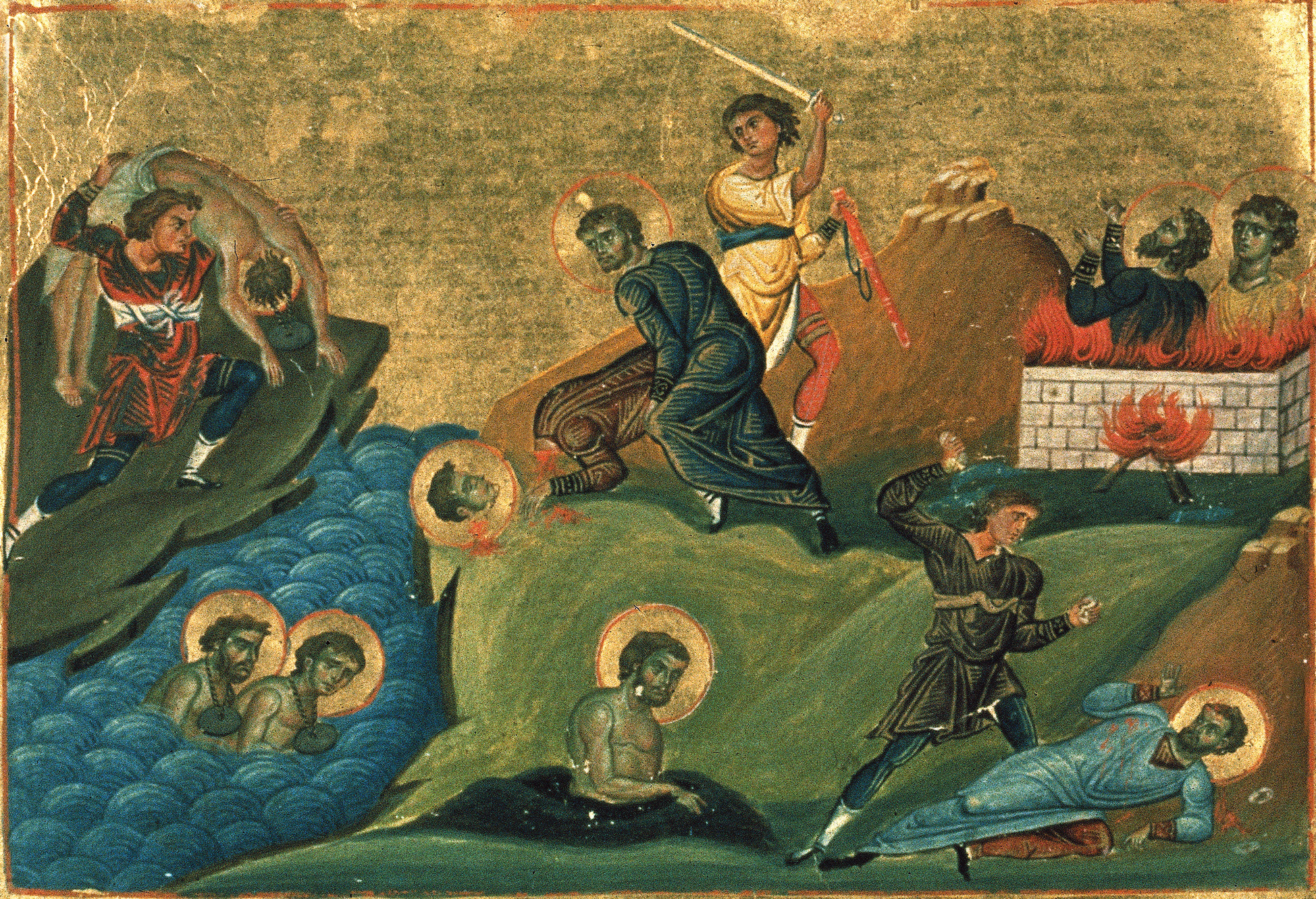
Мученичество Анфима Никомедийского

Пострадали в 302 году в праздник Рождества Христова при Максимиане, который приказал христианам, собравшимся в Никомедийской соборной церкви, принести жертву языческим богам, однако получил отказ. В итоге христиане были сожжены в храме. Пока гонители готовились поджечь храм, епископ Анфим Никомидийский крестил оглашенных и всех причастил Святых Тайн.
Епископу Анфиму удалось спастись, он пострадал позже, его память, а также память ряда других Никомидийских мучеников почитается как 28 декабря (10 января), так и 3 (16) сентября.
- Феопемпт и Феона Никомидийские — память 5 января (18 января)[8].

Феопемпт был епископом Никомидийским, а Феона был «волшебник», которому поручили погубить Феопемпта. Уверовал во Христа, увидев, что приготовленный им яд дважды не причинил епископу вреда.
- 10 дев мучениц в Никомидии — память 31 декабря (13 января)[4].
- Васс, Евсевий, Евтихий и Василид — память 20 января (2 февраля).

Богатые и знатные императорские сановники, члены синклита. Пострадали при Диоклетиане. Будучи свидетелями страдания священномученика Феопемпта, епископа Никомидийского, уверовали во Христа, крестились, отказались от царских наград и объявили себя христианами. Были подвергнуты пыткам и приняли мученическую смерть. Вместе с ними пострадали пятеро их рабов. «Васс был закопан по грудь в землю и умер от ран. Евсевий был повешен вниз головой и рассечён на части. Евтихий был растянут между столбами и четвертован, а Василид пронзён ножом».
- 1003 мученика Никомидийских — память 7 (20) февраля[4].

Пострадали после казни Васса, Евсевия, Евтихия, Василида, императорского постельничего Петра и бывшего языческого жреца Феона. Семьи казнённых и все слуги, рабы и свободные, общим числом 1003 человека исповедали Христа перед императором Диоклетианом. Преторианцы окружили их и истребили всех до единого, включая детей.
- Трофим и Евкарпий — память 18 (31) марта[11]

Во время гонения на христиан при императоре Диоклетиане служили воинами в Никомедии, отличались большой жестокостью. духовно переродились после чудесного видения и выпустили из тюрьмы заключённых в неё христиан. Подверглись мучениям, а затем были казнены (сожжены на костре).
- 10 000 мучеников Никомидийских — память 18 (31) марта[4].

Были усечены (обезглавлены) после ложного обвинения христиан в поджоге дворца.
- Христофор, Феон и Антонин — память 19 апреля (2 мая)[13].

Воины-копьеносцы, видя веру св. Георгия, уверовали во Христа и открыто заявили об этом, были сожжены.
- Виктор, Зотик, Акиндин, Зинон, Севериан и Кесарий — память 18 апреля (1 мая)[14][15].

Одним из первых пострадавших при императоре Диоклитиане стал великомученик Георгий Победоносец. Многие язычники обратились ко Христу, видя его несокрушимую веру. Святые Виктор, Зотик, Акиндин, Зинон, Севериан и Кесарий были поражены тем, что святой Георгий не потерпел вреда от специального колеса, предназначенного для мучений. Они всенародно объявили, что тоже веруют во Христа. По повелению судьи святым мученикам отсекли головы в Никомедии (около 303 года).
- Исакий, Аполлос и Кодрат — память 21 апреля (4 мая)[16][17].

Язычники Исакий, Аполлос и Кодрат служили при дворе императора Диоклитиана. Видя страдания великомученика Георгия Победоносца, уверовали во Христа, всенародно объявили себя христианами, были приговорены к смерти. Мученик Кодрат был обезглавлен, а мученики Аполлос и Исакий, лишённые пищи, умерли от голода.
- Анатолий и Протолеон — память 23 апреля (6 мая)[18].

Воины. Вера и мужество великомученика Георгия побудили их уверовать во Христа. Открыто заявив о своей вере, были обезглавлены.
- Евсевий, Неон, Леонтий и Лонгин — память 24 апреля (7 мая)[19][20].

После смерти великомученика Георгия Победоносца императором Диоклетианом был издал указ о преследовании христиан. Будучи свидетелями чудес великомученика Георгия, Евсевий, Неон, Леонтий и Лонгин уверовали во Христа. Их заключили в тюрьму. Они назвали себя христианами перед правителем и отказались участвовать в языческих жертвоприношениях. Были подвергнуты жестоким пыткам, а затем обезглавлены. Вместе с ними пострадали и другие мученики.
- 5 мучеников в Никомидии — память 16 (29) июня[4].

- 25 мучеников Никомидийских — память 1 (14) июля[4].

- Мученики Агафоник, Зотик, Феопрепий, Акиндин, Севериан, Зинон и прочие — память 22 августа (4 сентября)[21].

- 366 Никомидийских мучеников — память 31 августа (13 сентября)[4].

- Мученики 3628 в Никомидии пострадавшие — память 2 (15) сентября[4].

Пострадали при императорах Диоклитиане и Максимиане. Это были христиане, которые пришли из Александрии и уверовали во Христа после казни святого Петра, архиепископа Александрийского. Вместе с семьями они пришли в Никомедию и добровольно отдали себя на мучения. «Диоклитиан пытался вначале убедить их отречься от Христа, но, видя их непреклонность, приказал всех обезглавить, а тела бросить в горную пропасть. Спустя много лет мощи святых мучеников были обнаружены по различным благодатным проявлениям».
- Вавила Никомидийский и его 84 ученика — память 4 (17) сентября[23].

Пострадал при Максимиане. Вавила во время гонений на христиан скрывался и тайно обучал детей христианской вере, о чём донесли императору. По императорскому приказу Вавилу и учеников арестовали. За отказ отречься от Христа Вавила подвергся жестоким избиениям и был брошен в тюрьму. Император призвал учеников Вавилы, малолетних детей, отречься от Христа, посулив почести и награды тем, кто был постарше, но дети отказались приносить жертвы идолам. После новых избиений Вавилу приговорили к смерти. Вслед за ним казнили и 84 ученика.
- Мученица Иулиания и с нею 500 мужей и 130 жён — память 21 декабря  (3 января)[24][25][26]

## В западных мартирологах
Известны и некоторые другие Никомидийские мученики. Например, в древних западных мартирологах сохранилась память о мучениках с именами Авит, Киннанк, Артемон, Еремит, Алик, Капитон (из числа пострадавших в Никомидии 77 христиан).

## Комментарии
1. ↑  Славянское написание Никомидия отражает греческое произношение названия Νικομήδεια, установившееся к IV веку: /ni.koˈmi.ði.a/.
2. ↑  Ныне — город Измит в Турции.